# Aiko Nakamura
Aiko Nakamura (født 28. december 1983 i Osaka, Japan) er en kvindelig professionel tennisspiller fra Japan. 
Aiko Nakamura højeste rangering på WTA single rangliste var som nummer 47, hvilket hun opnåede 6. august 2007. I double er den bedste placering nummer 64, hvilket blev opnået 3. marts 2008. 